# Pernambuco
Pernambuco (wymowaⓘ [pɛʁnɐ̃ˈbuku]) – jeden z 26 stanów Brazylii, położony w Regionie Północno-Wschodnim, na najdalej wysuniętym na wschód krańcu Ameryki Południowej. Od zachodu graniczy ze stanem Piauí, od południa ze stanami Bahia i Alagoas, od północy ze stanami Paraíba i Ceará, wschodnią granicą jest Ocean Atlantycki. Stan rozciąga się wąskim pasem o szerokości ok. 150 km od wybrzeża po wzgórza północnej części Wyżyny Brazylijskiej. Posiada liczne plaże o łącznej dł. 187 km.
Na powierzchni 98,31 tys. km², zamieszkuje 8 796 tys. osób (spis 2010). Ośrodkiem administracyjnym regionu jest Recife (1,6 mln mieszkańców). Inne ważne miasta to: Olinda, Caruaru, Petrolina.
Stan Pernambuco jest jednym z najbardziej uprzemysłowionych obszarów kraju.
Rolnictwo: uprawa trzciny cukrowej, bawełny, kukurydzy, agawy oraz hodowla bydła.
W 1817 w stanie wybuchło krótkotrwałe powstanie republikańskie, którego następstwem było wydzielenie z terenu Pernambuco stanu Alagoas.

## Miasta
Największe miasta w stanie Pernambuco według liczby mieszkańców (stan na 2013 rok):
| L.p. | Miasto                   | Liczba ludności |
| ---- | ------------------------ | --------------- |
| 1.   | Recife                   | 1 599 513       |
| 2.   | Jaboatão dos Guararapes  | 675 599         |
| 3.   | Olinda                   | 388 127         |
| 4.   | Caruaru                  | 337 416         |
| 5.   | Petrolina                | 319 893         |
| 6.   | Paulista                 | 316 714         |
| 7.   | Cabo de Santo Agostinho  | 196 152         |
| 8.   | Camaragibe               | 151 587         |
| 9.   | Garanhuns                | 135 138         |
| 10.  | Vitória de Santo Antão   | 133 907         |
| 11.  | Igarassu                 | 109 322         |
| 12.  | São Lourenço da Mata     | 108 301         |
| 13.  | Abreu e Lima             | 97 786          |
| 14.  | Santa Cruz do Capibaribe | 96 908          |
| 15.  | Ipojuca                  | 87 926          |
| 16.  | Serra Talhada            | 83 051          |
| 17.  | Araripina                | 80 577          |
| 18.  | Gravatá                  | 80 450          |
| 19.  | Carpina                  | 79 308          |
| 20.  | Goiana                   | 77 945          |

## Galeria

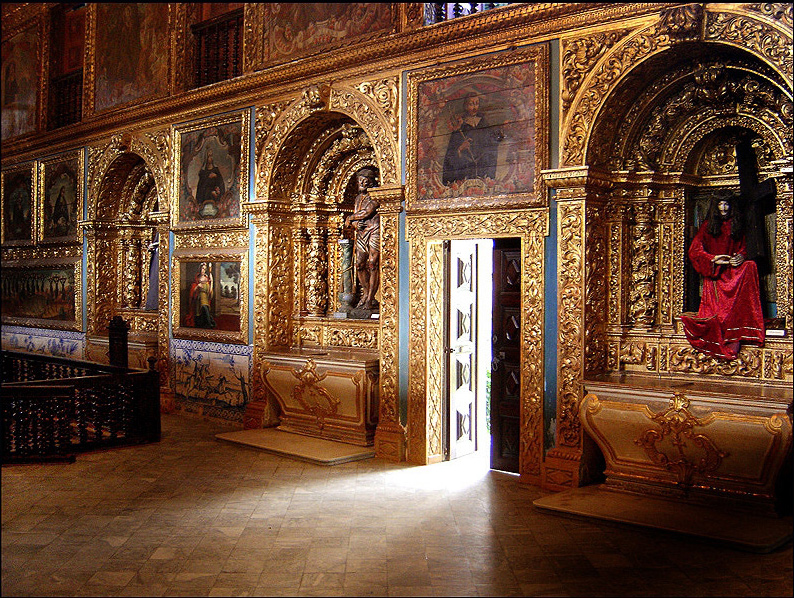
Recife
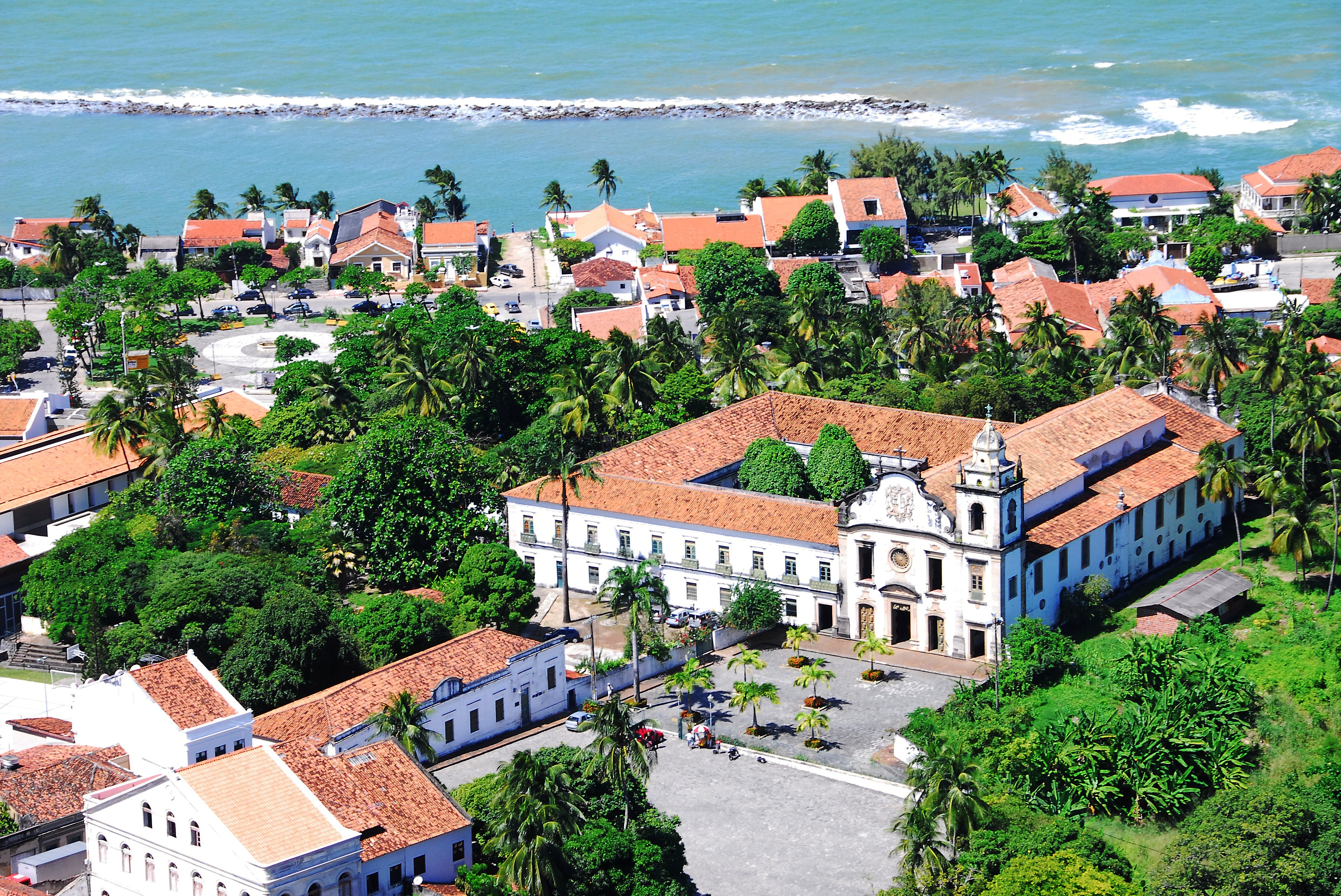
Olinda, Dziedzictwo Ludzkości
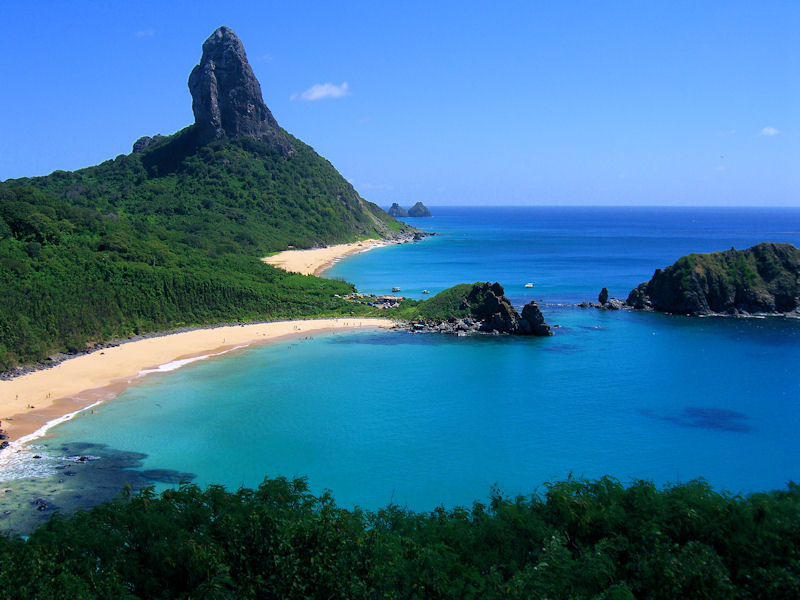
Fernando de Noronha
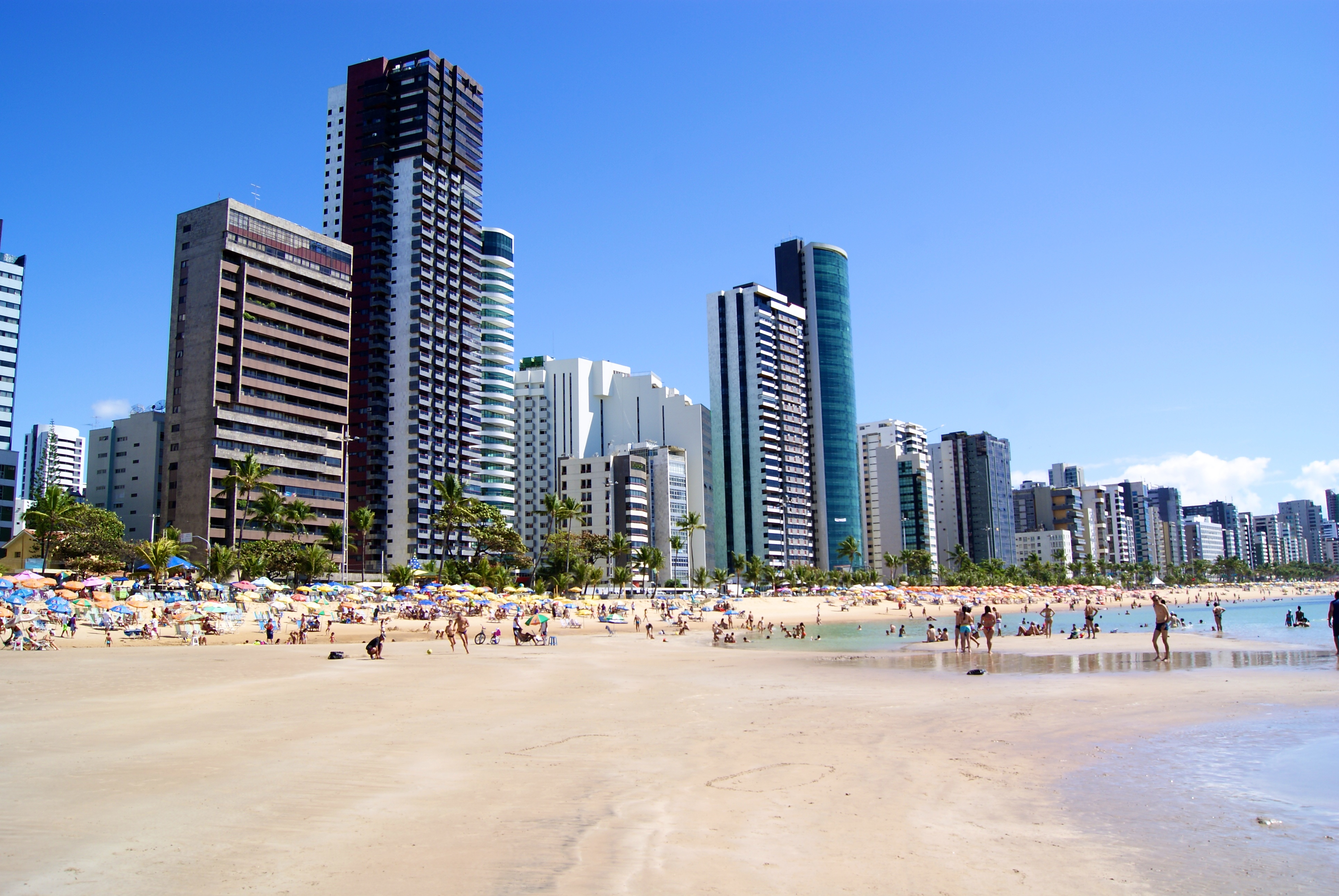
Boa Viagem - Recife
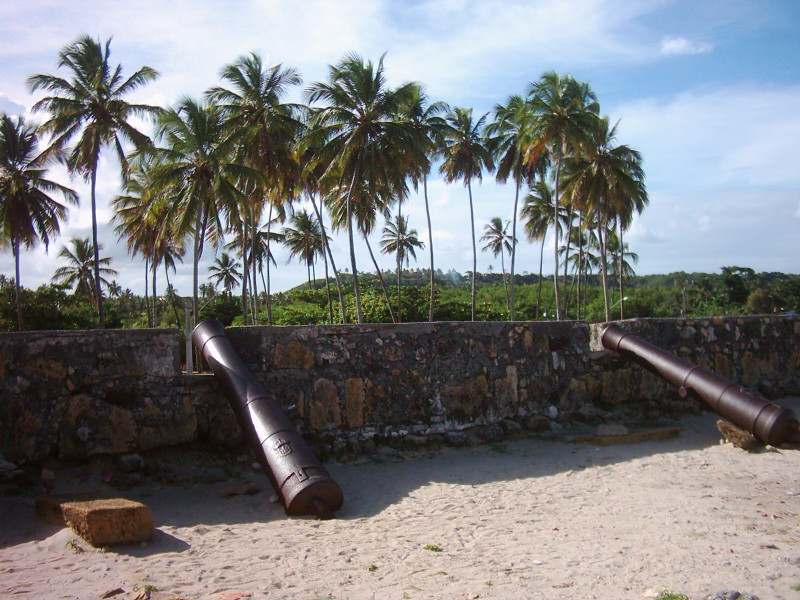
Fort Orange (Holenderski), Itamaracá
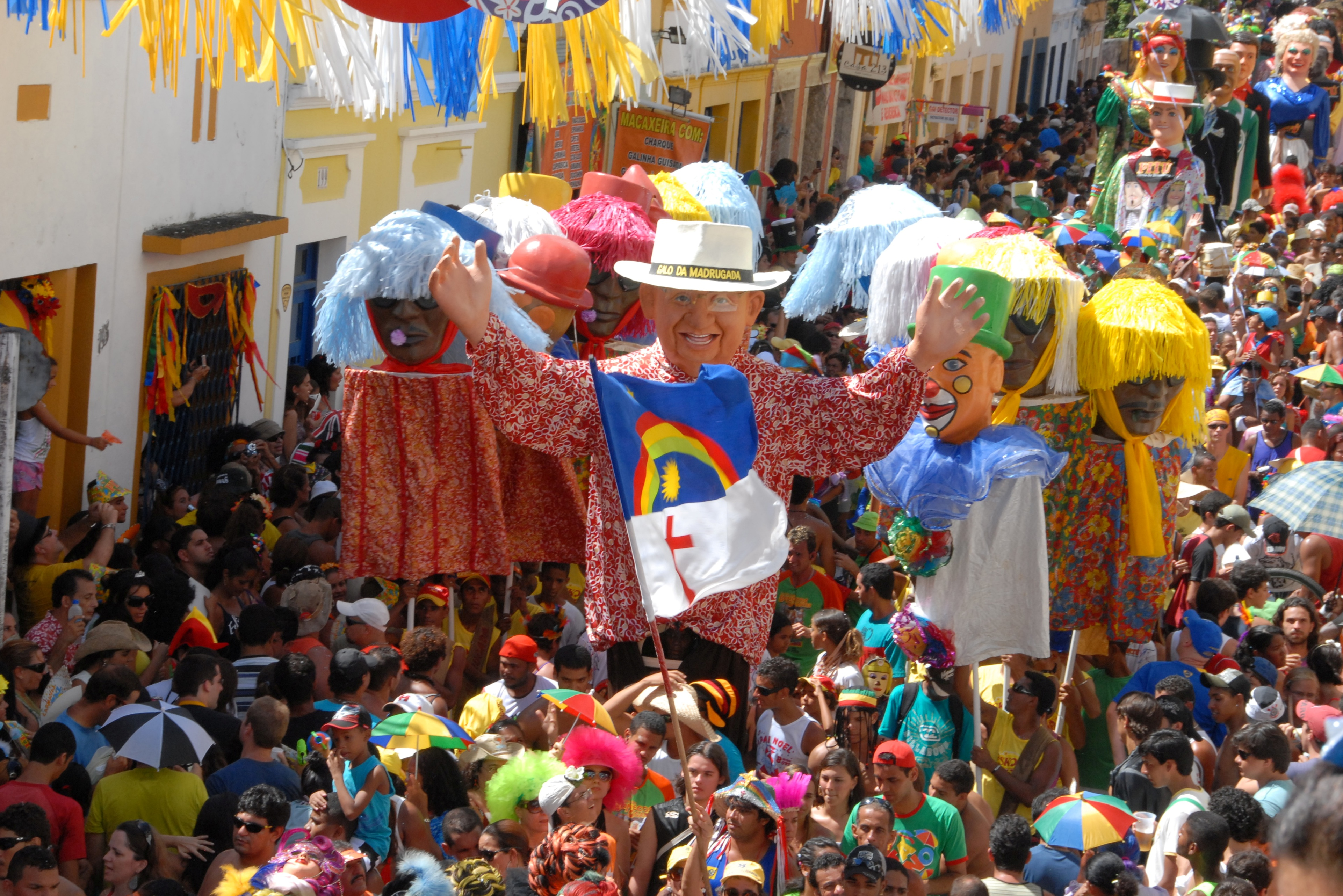
Olinda Karnawał
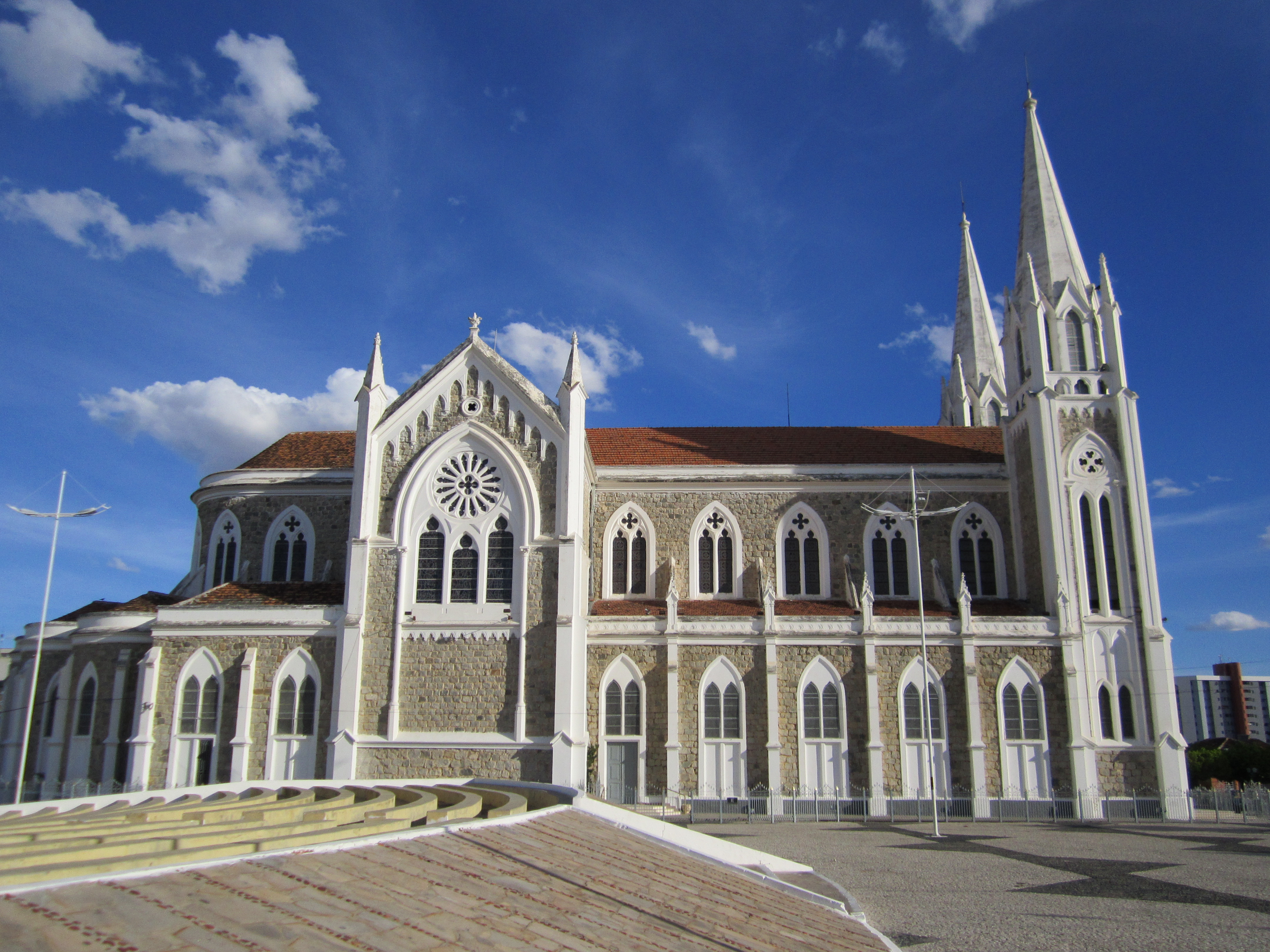
Petrolina
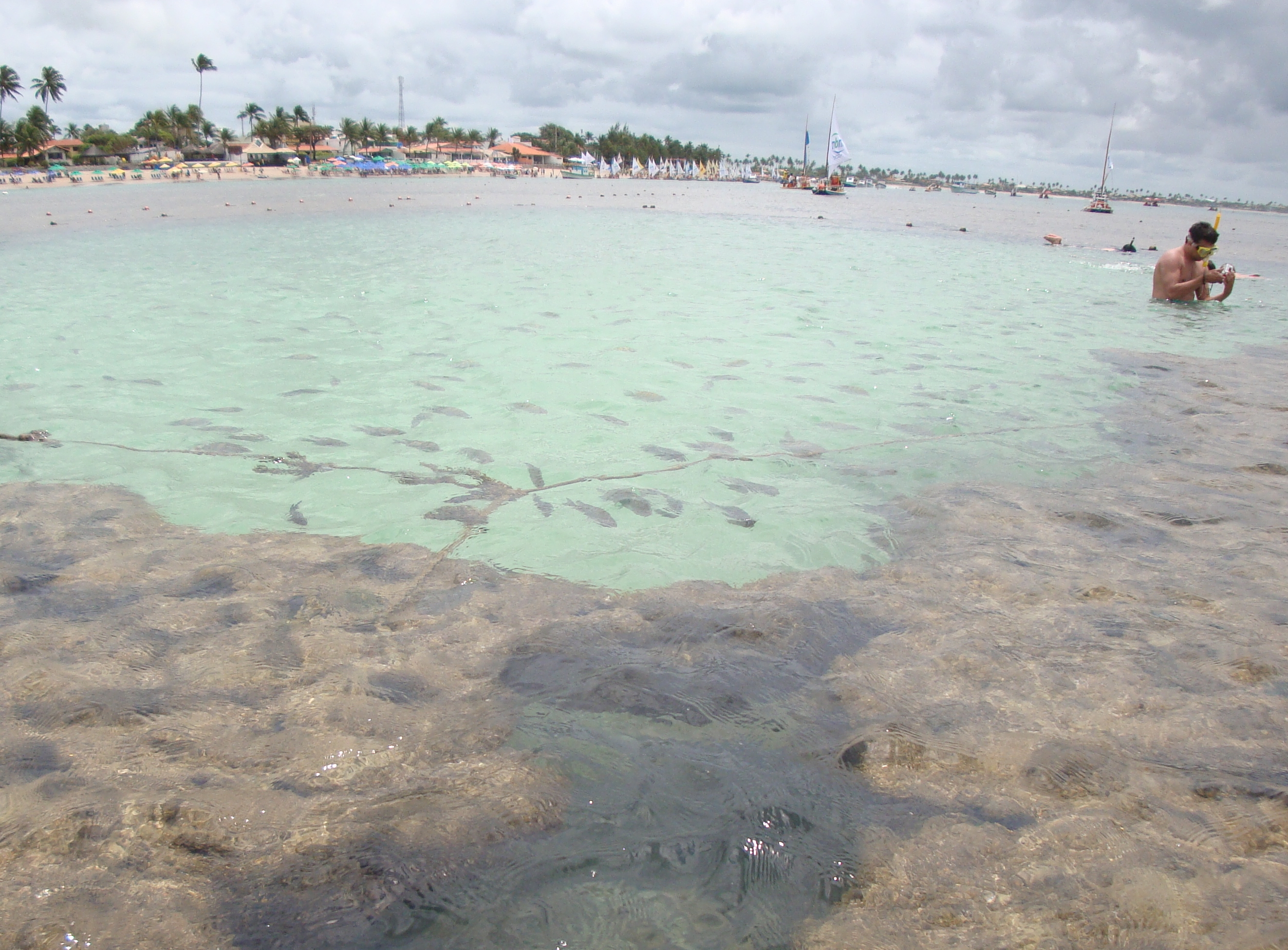
Porto de Galinhas
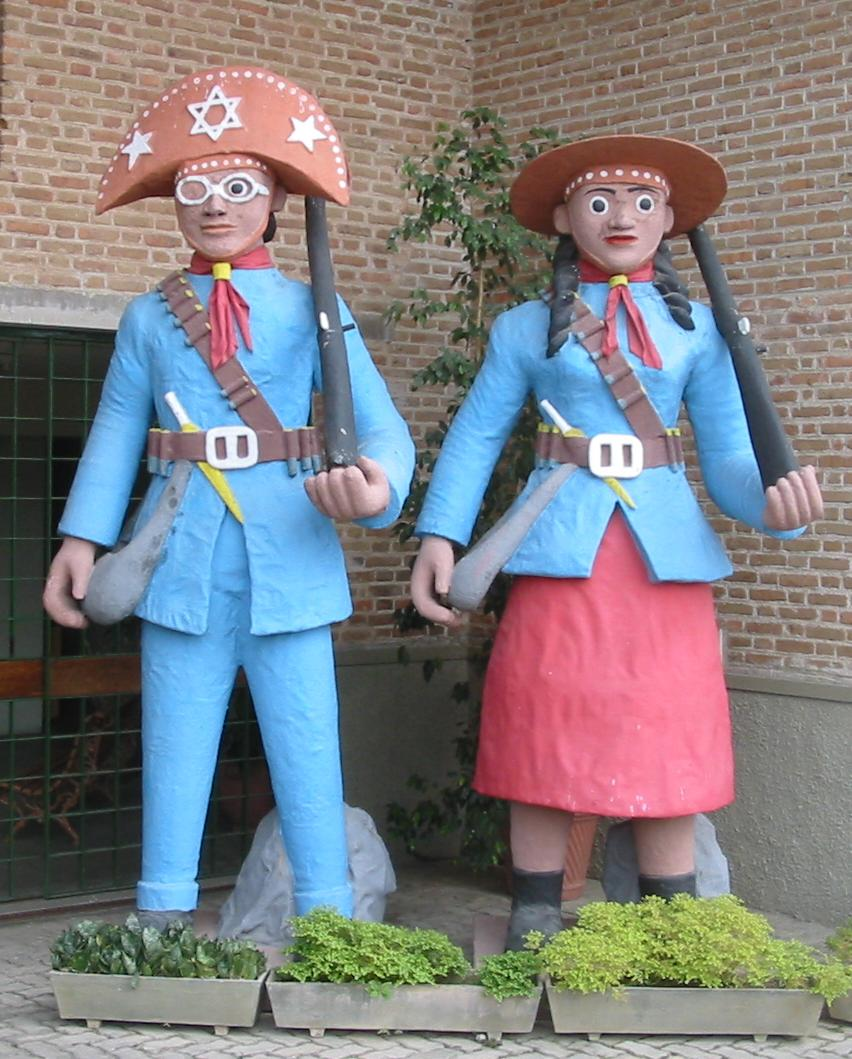
Gliniane rzeźby, Caruaru
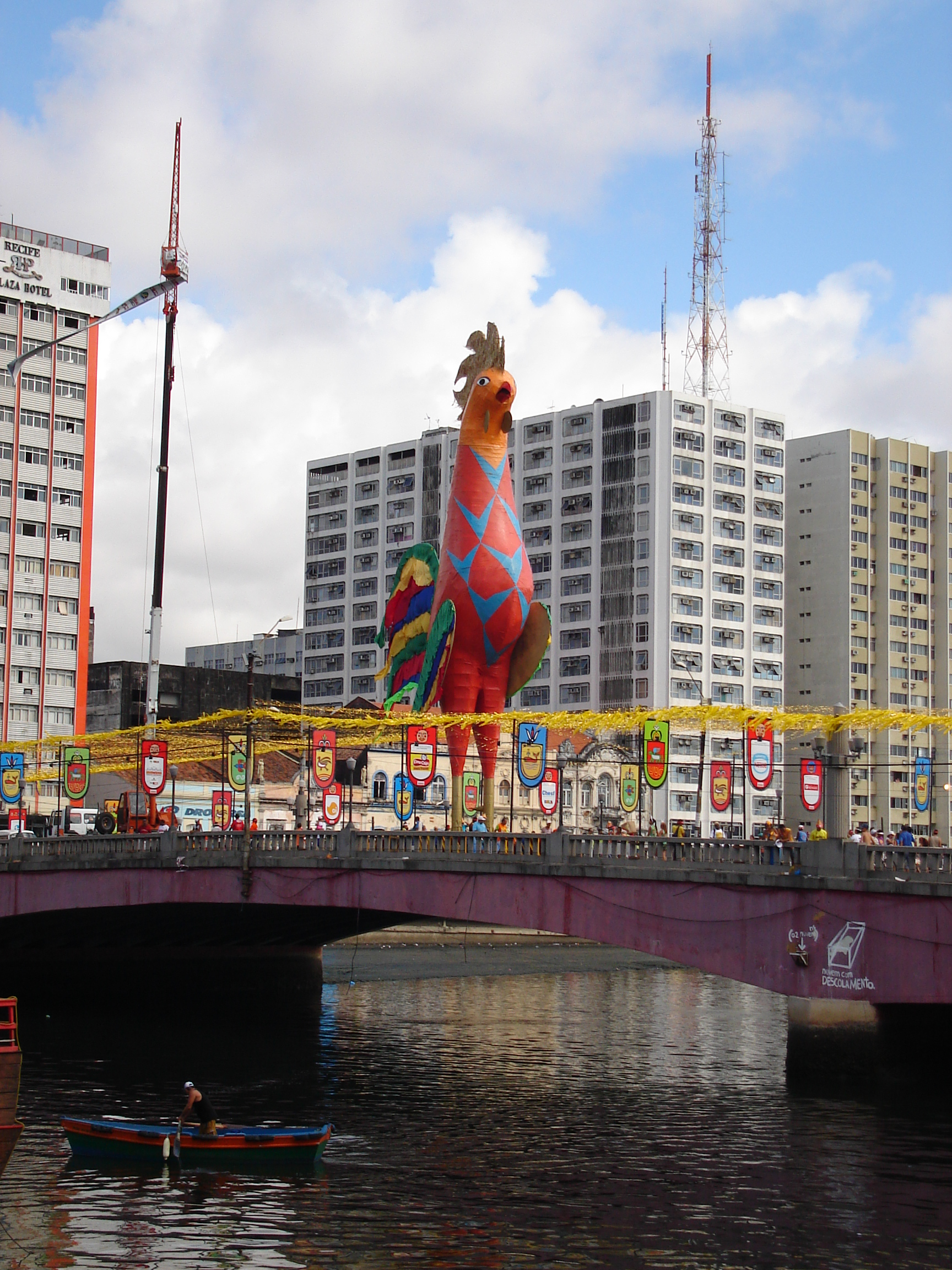
Recife Karnawał
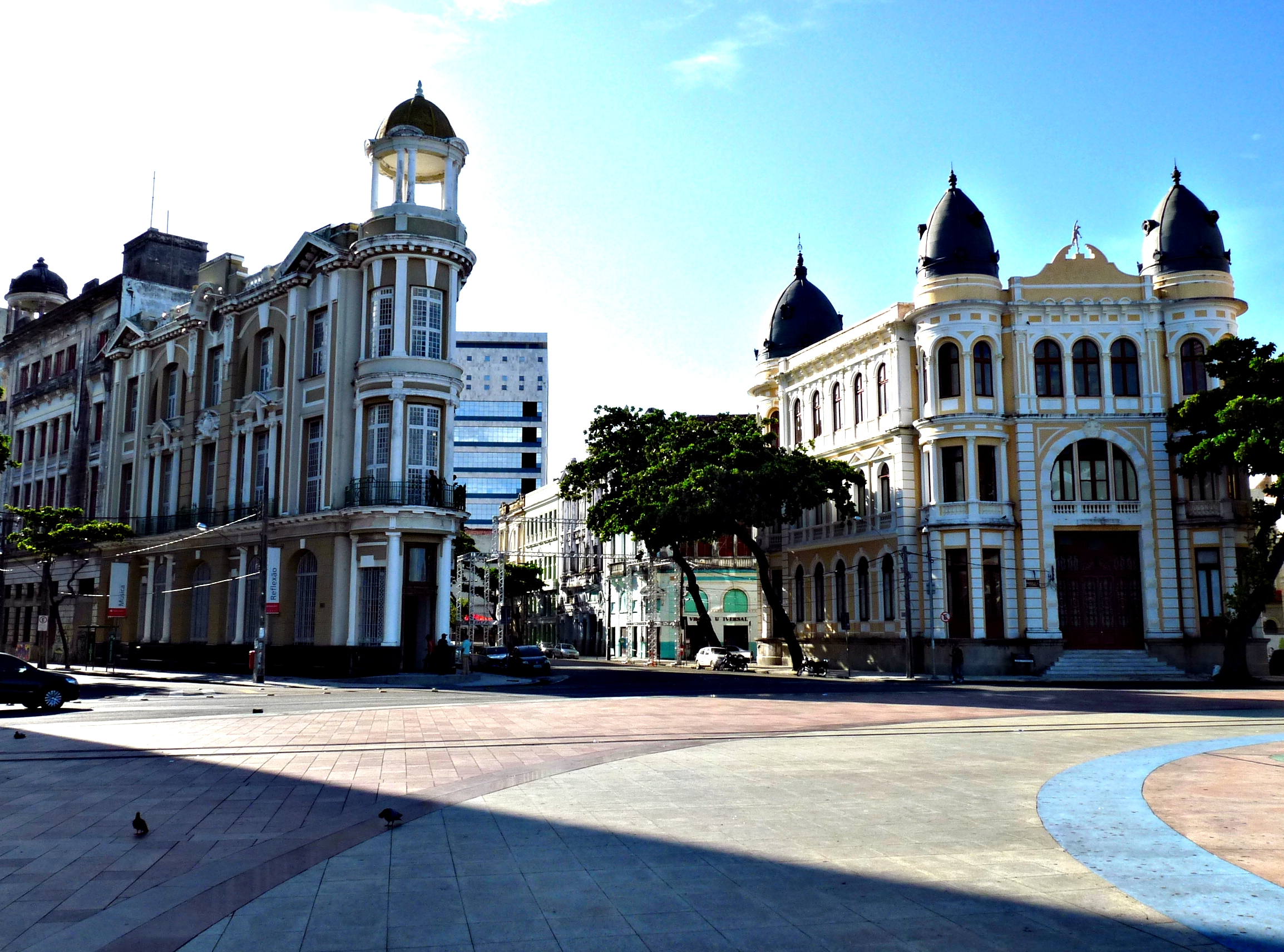
Marco Zero - Antyczne Recife
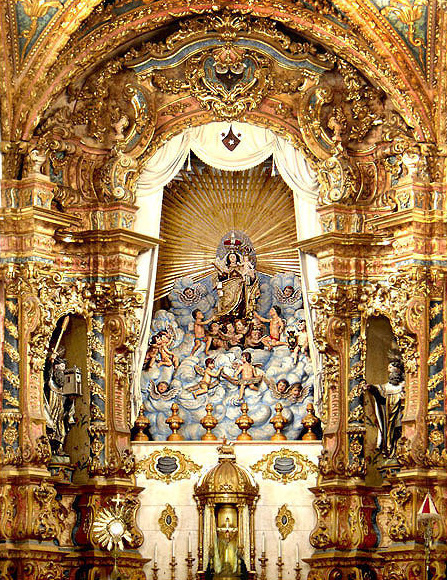
Recife
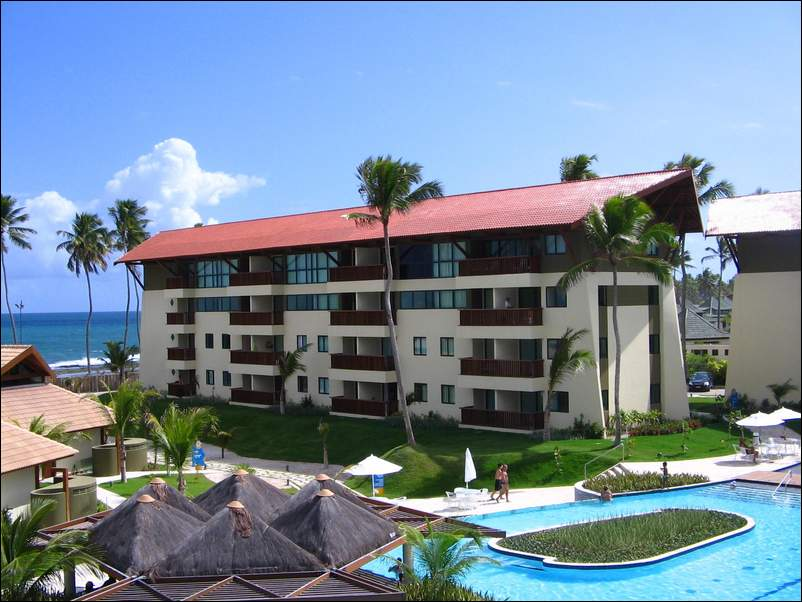
Muro Alto
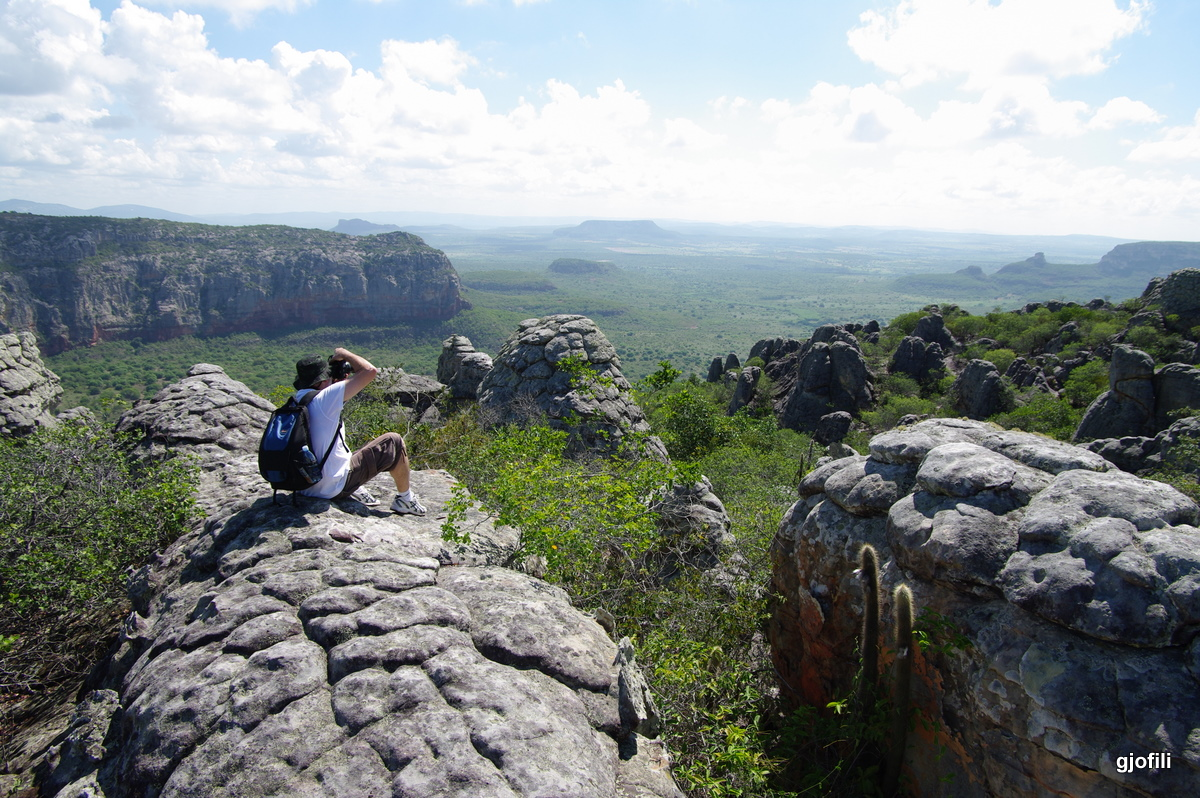
Park Narodowy Vale do Catimbau, Buíque
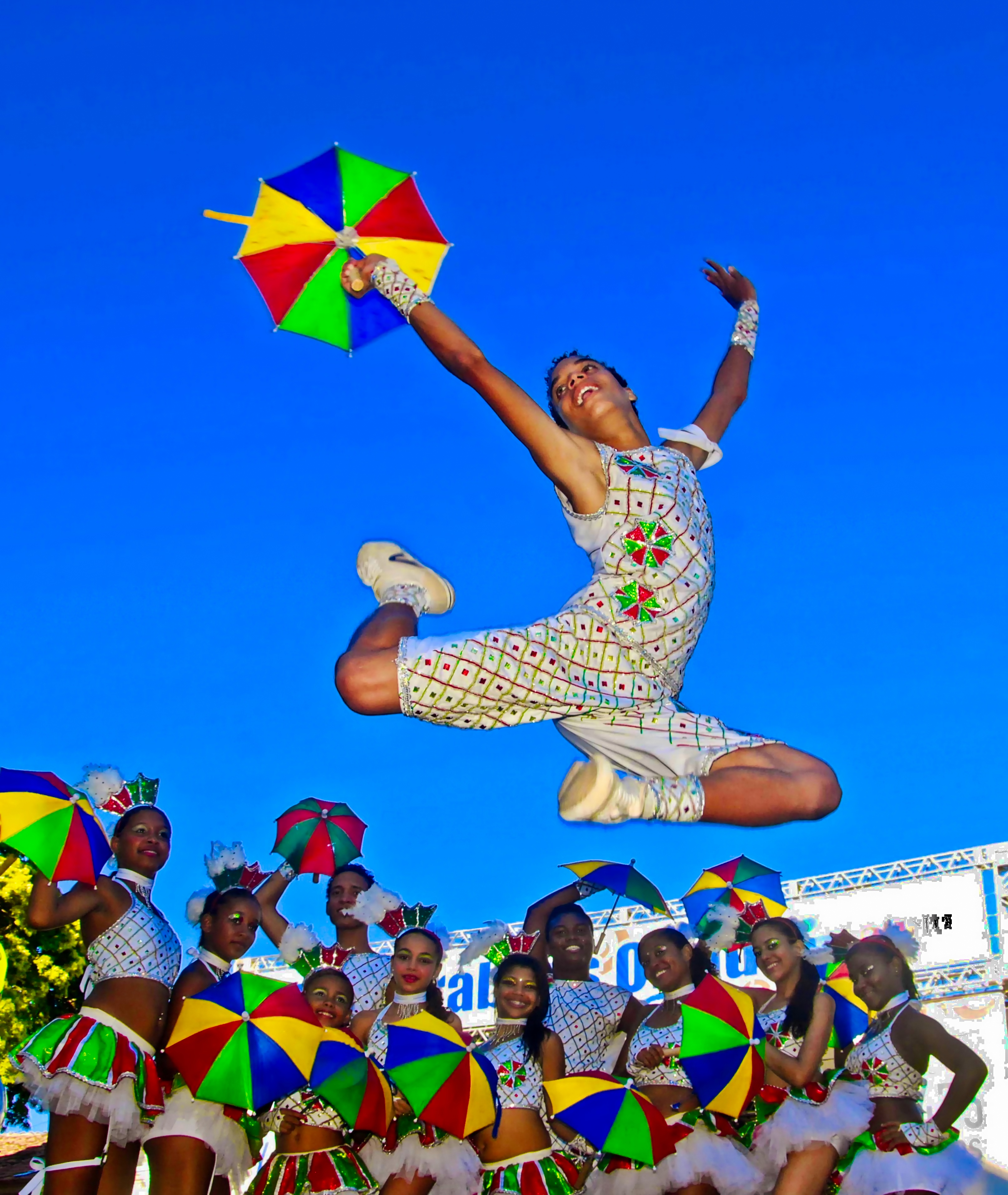
Frevo
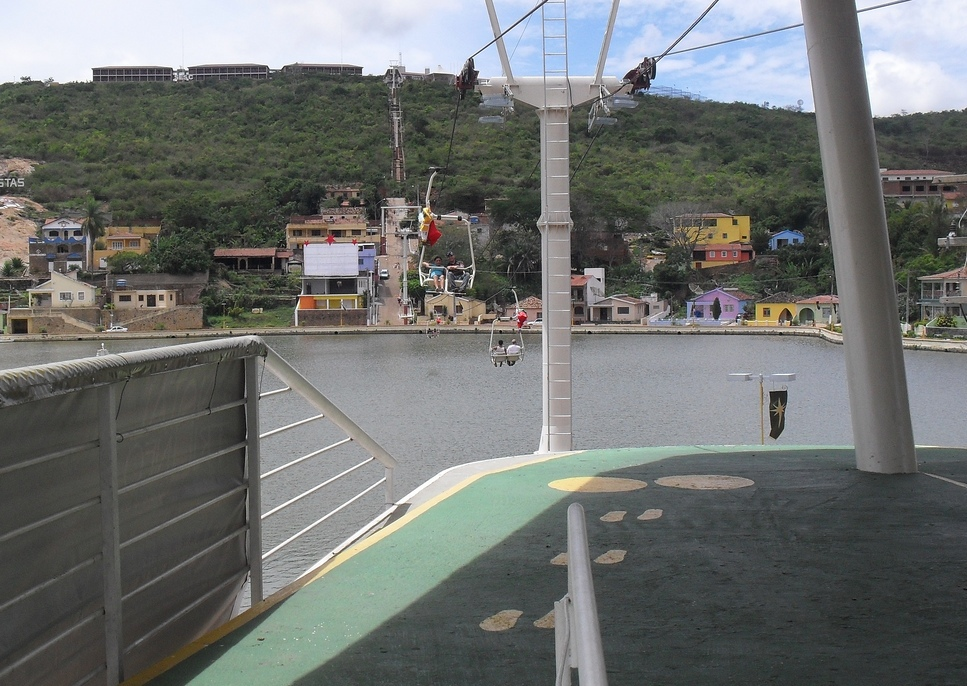
Triunfo
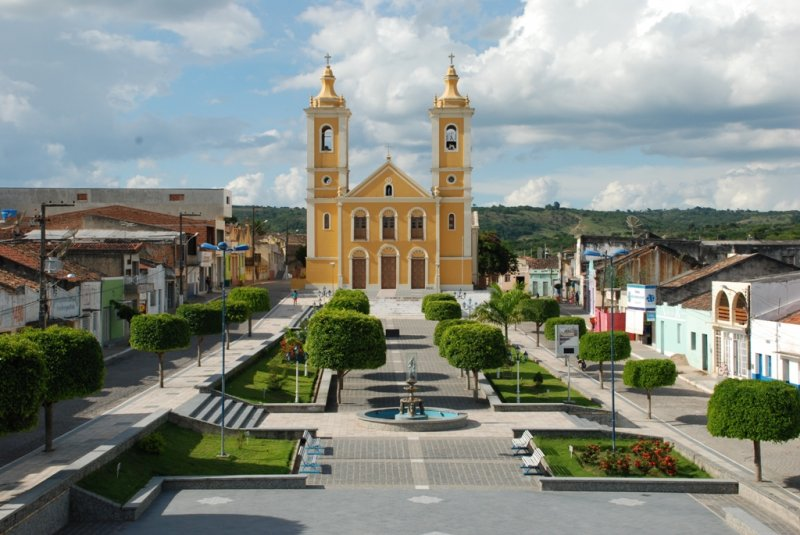
Poção